# لو ولادمیرسکی
لو ولادمیرسکی (انگلیسی: Lev Vladimirsky؛ ۲۷ سپتامبر ۱۹۰۳ – ۷ سپتامبر ۱۹۷۳ (۶۹ سال)) فرد نظامی اهل امپراتوری روسیه بود.
وی همچنین برندهٔ جوایزی همچون نشان پرچم سرخ، مدال دفاع از اودسا، مدال دفاع از قفقاز، مدال دفاع از سواستوپول، نشان لنین، و نشان اوشاکوف شده‌است.